# Біртілецький сільський округ
Біртіле́цький сільський округ (каз. Біртілек ауылдық округі, рос. Биртилекский сельский округ) — адміністративна одиниця у складі Келеського району Туркестанської області Казахстану. Адміністративний центр — село Ширилдак.
Населення — 19812 осіб (2021; 16830 у 2009, 12445 у 1999, 11519 у 1989).
Станом на 1989 рік існувала Чапаєвська сільська рада (села 15-ліття Казахстану, Аккуруган, Амангельди, Будьонне, Димитрово, Енгельс, Жанакурилис, Жанаомір, Женіс, Жолбасши, Ігілік, Кзил-Октябр, Курилис, Терісарик, Чапаєво, Шукирсай, селище Азербайджан).

## Склад
До складу округу входять такі населені пункти:
| Населений пункт     | Колишні назви       | Населення, осіб (1989) | Населення, осіб (1999) | Населення, осіб (2009) | Населення, осіб (2021) |
| ------------------- | ------------------- | ---------------------- | ---------------------- | ---------------------- | ---------------------- |
| Аккурган, село      | Аккуруган           | 862                    | 1130                   | 1962                   | 1977                   |
| Амангельди, село    | -                   | 1535                   | 1122                   | 1147                   | 2266                   |
| Біртілек, село      | Чапаєво             | 617                    | 1374                   | 1342                   | 2918                   |
| Єнбекші, село       | Енгельс             | 288                    | 1093                   | 1422                   | 1114                   |
| Жабайитобе, село    | Будьонне            | 320                    | 702                    | 571                    | 654                    |
| Жолбасши, село      | -                   | 693                    | 609                    | 1793                   | 1824                   |
| Ігілік, село        | -                   | 502                    | 584                    | 886                    | 834                    |
| Керегетас, село     | -                   | -                      | -                      | 1531                   | 845                    |
| --Кзил-Октябр, село | -                   | 1143                   | 1017                   | -                      | -                      |
| --Терісарик, село   | -                   | 628                    | 627                    | -                      | -                      |
| Кольтоган, село     | Азербайджан         | 245                    | 520                    | 972                    | 1198                   |
| Курилис, село       | -                   | 547                    | 208                    | 782                    | 668                    |
| --Жанакурилис, село | -                   | 283                    | 186                    | -                      | -                      |
| --Жанаомір, село    | -                   | 1117                   | 0                      | -                      | -                      |
| --Женіс, село       | -                   | 225                    | 953                    | -                      | -                      |
| Ораз-ата, село      | Димитрово           | 983                    | 0                      | 1641                   | 3045                   |
| Ширилдак, село      | 15-ліття Казахстану | 430                    | 1063                   | 1052                   | 471                    |
| Шукирсай, село      | -                   | 1101                   | 1257                   | 1729                   | 1998                   |